# Васильєво (Бабушкінський район)
Васи́льєво (рос. Васильево) — присілок у складі Бабушкінського району Вологодської області, Росія. Входить до складу Березниківського сільського поселення.

## Населення
Населення — 182 особи (2010; 190 у 2002).
Національний склад (станом на 2002 рік):
- росіяни — 98 %